# Ilinden-Preobraschenie-Aufstand

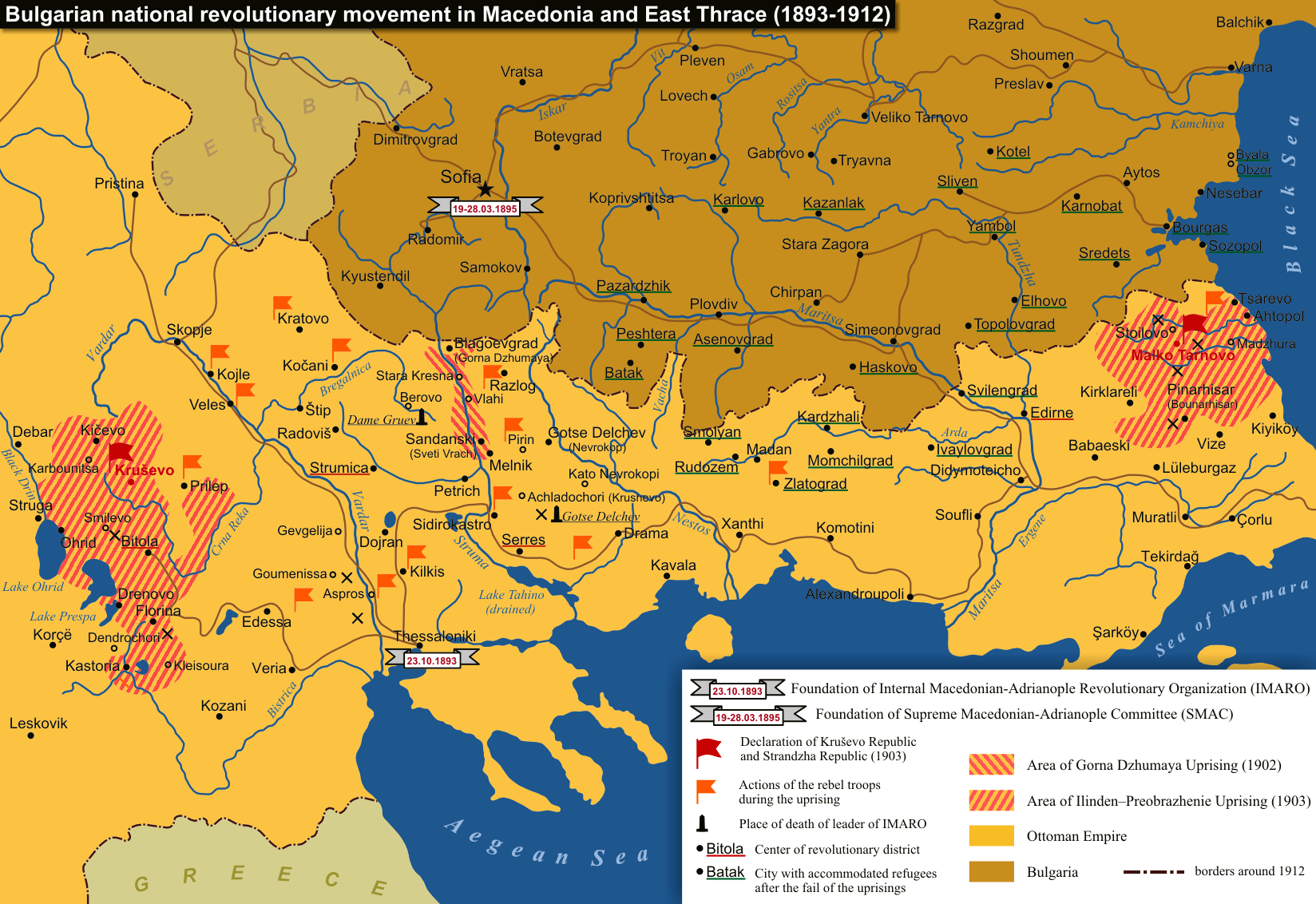
Eine Karte des Aufstands in den Regionen Makedonien und Thrakien

Der Ilinden-Preobraschenie-Aufstand oder einfach Ilinden-Aufstand von August bis Oktober 1903 (bulgarisch Илинденско-Преображенско въстание, Ilindensko-Preobražensko vǎstanie; mazedonisch Илинденско востание, Ilindensko vostanie; griechisch Εξέγερση του Ίλιντεν, Eksegersi tou Ilinden) war eine organisierte Revolte gegen das Osmanische Reich, die von der Inneren Mazedonisch-Adrianopel Revolutionären Organisation vorbereitet und durchgeführt wurde, mit der Unterstützung des Obersten Mazedonisch-Adrianopel-Komitees. Der Name des Aufstands bezieht sich auf Ilinden, einen Namen für Elias-Tag, und zu Preobraschenie, was Verklärung bedeutet. Der Aufstand dauerte von Anfang August bis Ende Oktober 1903 und umfasste ein weites Gebiet auf der Balkanhalbinsel, östlich von der westlichen Schwarzmeerküste bis westlich zum Ufer des Ohridsees reichend.
Der Aufstand in der Region Makedonien betraf die meisten zentralen und südwestlichen Teile des osmanischen Vilâyet Manastır und wurde hauptsächlich von den örtlichen bulgarischen Bauern unterstützt, und zu einem gewissen Grad der aromanischen Bevölkerung der Region. In der Stadt Kruševo wurde eine provisorische Regierung eingerichtet, in der die Aufständischen am 12. August die Republik Kruševo proklamierten, die nach nur zehn Tagen überrannt wurde. Am 19. August führte ein eng verwandter Aufstand, der von bulgarischen Bauern im Vilâyet Edirne organisiert wurde, zur Befreiung eines großen Gebiets im Strandscha-Gebirge und zur Bildung einer provisorischen Regierung in Zarewo, der Strandscha-Republik. Dies dauerte ungefähr zwanzig Tage, bevor es von der osmanischen Obrigkeit niedergeschlagen wurde. Der Aufstand verschlang auch die Vilayets des Kosovo und von Saloniki.
Zu Beginn des Aufstands waren viele der vielversprechendsten potenziellen Führer, darunter Iwan Garwanow und Goze Deltschew, bereits von den Osmanen festgenommen oder getötet worden, und die Bemühungen wurden innerhalb weniger Monate eingestellt. Der Aufstand wurde von bewaffneten Abteilungen unterstützt, die sein Gebiet vom Territorium des Fürstentums Bulgarien aus infiltriert hatten. Den Überlebenden gelang es, in den nächsten Jahren eine Guerillakampagne gegen die Osmanen aufrechtzuerhalten. Die größere Wirkung war jedoch, dass die europäischen Mächte veranlasst wurden, den osmanischen Sultan davon zu überzeugen, dass er eine versöhnliche Haltung gegenüber seinen christlichen Untertanen in Europa einnehmen muss.
Der Aufstand wird heute sowohl in Bulgarien als auch in Nordmazedonien als Höhepunkt des Kampfes ihrer Nationen gegen die osmanische Herrschaft gefeiert und ist daher immer noch ein Streitpunkt. Während er in Bulgarien neben dem Aprilaufstand, Kresna-Raslog-Aufstand und Ostrumelien-Aufstand als allgemeiner Aufstand angesehen wird, der von der gemeinsamen revolutionären Organisation der Bulgaren im Osmanischen Reich mit dem Ziel einer gemeinsamen Autonomie für die Regionen Makedonien und Adrianopel vorbereitet wurde, wird in Nordmazedonien davon ausgegangen, dass es tatsächlich zwei getrennte Aufstände gab, die von zwei verschiedenen Völkern mit unterschiedlichen Zielen durchgeführt wurden, und mit dem Ilinden-Aufstand die Mazedonier nach ihrer eigenen Unabhängigkeit strebten. Obwohl die Ideen einer separaten mazedonischen Nation damals nur von einer Handvoll Intellektueller im Ausland unterstützt wurden, hat die realsozialistische jugoslawische und spätere nordmazedonische Geschichtsschreibung nach dem Zweiten Weltkrieg den Ilinden-Aufstand als einen von ethnischen Mazedoniern angeführten anti-bulgarischen Aufstand neu bewertet. Aufrufe zu gemeinsamen Feierlichkeiten haben wenig dazu beigetragen, diesen Zustand zu ändern.

## Auftakt

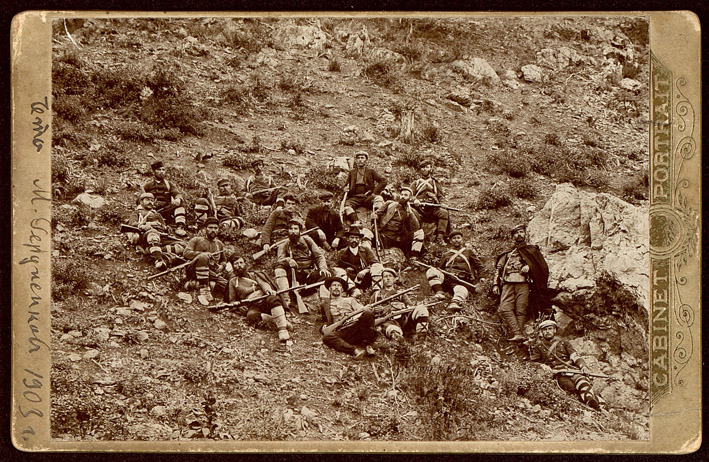
Woiwode in Vilâyet Edirne vor dem Aufstand

Zu Beginn des 20. Jahrhunderts gingen für das Osmanische Reich nach über 500 Jahren große Gebiete in Südosteuropa verloren, die an neue Herrscher übergingen. Mazedonien und Thrakien waren Regionen mit undefinierten Grenzen, die an die kürzlich unabhängig gewordenen Staaten Griechenland, Bulgarien und Serbien grenzten, aber selbst immer noch unter der Kontrolle der osmanischen Türken standen. Jeder der Nachbarstaaten begründete Ansprüche auf Mazedonien und Thrakien aus verschiedenen Gründen der historischen und ethnischen Zusammensetzung. Aber die Bevölkerung war sehr gemischt, und die konkurrierenden historischen Behauptungen beruhten auf der Vergangenheit. Der politische Wettbewerb fand größtenteils durch Propagandakampagnen in Kirchen und Schulen statt, die darauf abzielten, die lokale Bevölkerung zu gewinnen. Verschiedene Gruppen von Söldnern wurden ebenfalls von der lokalen Bevölkerung und den drei konkurrierenden Regierungen unterstützt.
Die effektivste Gruppe war die 1893 in Thessaloniki gegründete Innere Mazedonisch-Adrianopler Revolutionäre Organisation (IMARO). Die Gruppe hatte vor und nach dem Aufstand eine Reihe von Namensänderungen. Sie war überwiegend bulgarisch und unterstützte die Autonomieidee für die Regionen Mazedonien und Adrianopel innerhalb des Osmanischen Staates unter dem Motto „Mazedonien für die Mazedonier“. Die IMARO wurde schnell von Mitgliedern des Obersten Komitees von Mazedonien infiltriert, einer Gruppe, die 1894 in Sofia, Bulgarien, gegründet wurde. Diese Gruppe wurde Supremisten genannt und befürwortete die Annexion der Region durch Bulgarien.
Unter dem Begriff Autonomie, der in Bezug auf die mazedonische Frage regelmäßig verwendet wurde, verstand man auf der Balkanhalbinsel des 19. Jahrhunderts unter den Großmächten die Fiktion der osmanischen Kontrolle über effektiv unabhängige Staaten unter dem Deckmantel eines autonomen Status innerhalb des osmanischen Staates (Serbien 1829–1878, Rumänien 1829–1878, Bulgarien 1878–1908). Mit anderen Worten, Autonomie war so gut wie Unabhängigkeit. Aus mazedonischer Sicht hatte das Ziel der Unabhängigkeit durch Autonomie einen weiteren Vorteil. Noch wichtiger war, dass sich IMARO bewusst war, dass weder Serbien noch Griechenland ganz Mazedonien erhalten konnte, und somit im Gegensatz zu Bulgarien auf eine Teilung drängten. Die Autonomie war also die beste Prophylaxe gegen die Teilung, die den bulgarischen Charakter der christlich-mazedonisch-slawischen Bevölkerung trotz der eigentlichen Trennung von Bulgarien bewahren würde. Die Idee der mazedonischen Autonomie war streng politisch und implizierte keine Abspaltung von der bulgarischen Ethnizität. Darüber hinaus war das Autonomie-Konzept bereits mit der osmanischen Provinz Ostrumelien und deren Anschluss an Bulgarien nach einem Aufstand im Jahr 1885 bereits einmal erfolgreich.

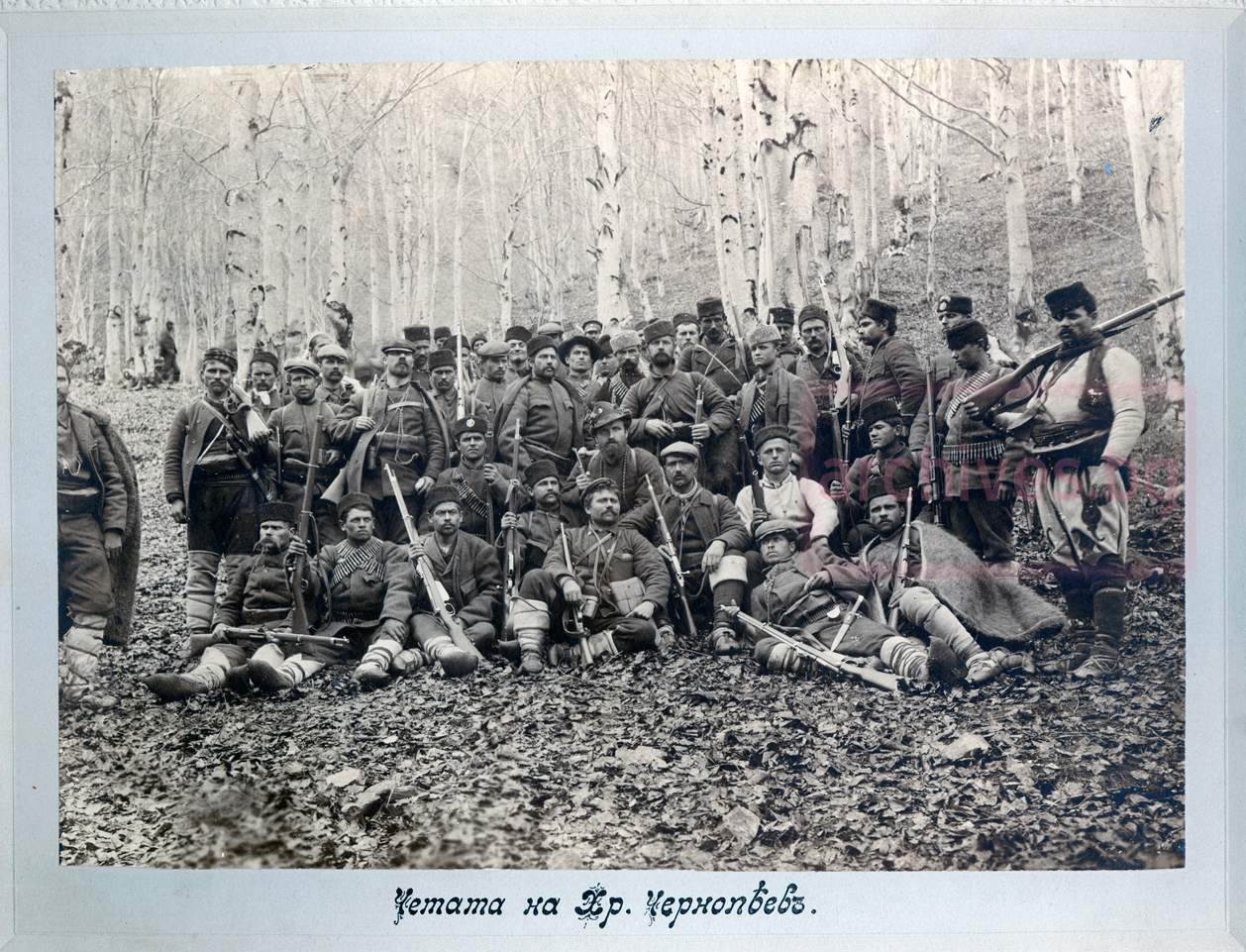
Hristo Chernopeevs Gruppe im Jahr 1903

Die beiden Gruppen hatten unterschiedliche Strategien. IMARO, wie ursprünglich geplant, versuchte, einen sorgfältig geplanten späteren Aufstand vorzubereiten, aber die Supremisten bevorzugten sofortige Überfälle und Guerilla-Operationen, um Unordnung zu fördern und Interventionen auszulösen. Andererseits organisierte eine kleinere Gruppe von Konservativen in Saloniki eine Bulgarische geheime revolutionäre Bruderschaft (bulgarisch Българско тайно революционно братство Balgarsko Tayno Revolyutsionno Bratstvo). Letztere wurde 1902 in die IMARO aufgenommen, und seine Mitglieder wie Iwan Garwanow sollten einen bedeutenden Einfluss auf die Organisation ausüben. Sie drängten auf den Ilinden-Preobraschenie-Aufstand und wurden später zum Kern der rechten IMARO-Fraktion. Einer der Gründungsführer von IMARO, Goze Deltschew, war ein starker Befürworter eines langsamen Vorgehens, aber die Supremisten drängten auf einen großen Aufstand im Sommer 1903. Delchev selbst wurde im Mai 1903 von den Türken getötet.
Ende April 1903 startete eine Gruppe junger Anarchisten des Gemidzhii-Kreises – Absolventen der bulgarischen Männeroberschule von Thessaloniki – eine Kampagne gegen Terroranschläge, die sogenannten Thessaloniki-Bombenanschläge von 1903. Ihr Ziel war es, die Aufmerksamkeit der Großmächte hinsichtlich der osmanischen Unterdrückung in Mazedonien und Ostthrakien zu erregen. Als Reaktion auf die Angriffe wurden durch die osmanische Armee und Bashibozouks (irreguläre Truppen) viele unschuldige Bulgaren in Thessaloniki und später in Bitola massakriert.
Unter diesen Umständen wurde der Plan der Supremisten umgesetzt. Unter der Führung von Iwan Garwanow traf IMARO diese Entscheidung über den militärischen Aufstand. Garwanow selbst beteiligte sich wegen seiner Verhaftung und seines Exils auf Rhodos nicht an dem Aufstand. Der für den Aufstand gewählte Tag war der 2. August (20. Juli im alten julianischen Kalender), der Festtag des hl. Elias (Elija). Dieser heilige Tag war als Ilinden bekannt. Am 11. Juli setzte ein Kongress in Petrowa Niwa in der Nähe von Malko Tarnowo zunächst den 23. Juli für den Aufstand fest und verschob ihn dann auf den 2. August. Die Region Thrakien um das Vilâyet Edirne war noch nicht bereit und plädierte für einen späteren Aufstand in dieser Region.
Während der Diskussionen unterstützte die bulgarischen Regierung von Ratscho Petrow die Position der IMARO, dass die Rebellion einen völlig internen makedonischen Charakters habe. Abgesehen von Petrows persönlicher Warnung an Goze Deltschew im Januar 1903, den Aufstand zu verzögern oder sogar abzubrechen, sandte die Regierung ein Rundschreiben an ihre diplomatischen Vertretungen in Thessaloniki, Bitola und Edirne, in dem sie der Bevölkerung riet, sich keiner Propaganda für Aufstände zu unterwerfen, da Bulgarien nicht bereit war, es zu unterstützen.
Altrussische Berdan- und Krnka-Gewehre sowie Mannlichers wurden von Bulgarien nach Skopje geliefert, nachdem der bulgarische Offizier Boris Sarafow auf eine schnellere Bewaffnung bestanden hatte. In seinen Memoiren stellt Sarafow fest, dass die Hauptfinanzierungsquelle für den Kauf der Waffen von der bulgarischen Armee die Entführung der US-amerikanischen Missionarin Ellen Maria Stone und ihrer schwangeren Begleiterin durch die IMARO sowie Kontakte in Europa waren.

## Ilinden-Aufstand

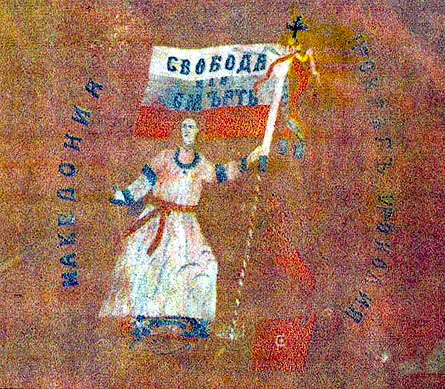
Das Banner der Aufständischen aus Ohrid mit bulgarischer Flagge und der Inschrift Свобода или смърть. Die Aufständischen hissten überall bulgarische Flaggen.

Ein Bericht über die Daten und Einzelheiten des Aufstands wurde vom anarchistischen Autor Georgi Khadziev aufgezeichnet, der von Will Firth übersetzt wurde. Am 28. Juli wurde die Botschaft an die revolutionären Bewegungen verschickt, dennoch wurde das Geheimnis bis zum letzten Moment bewahrt. Der Aufstand begann in der Nacht des 2. August und umfasste große Regionen in und um Bitola, im Südwesten des heutigen Nordmazedoniens und in einigen Teilen Nordgriechenlands. In dieser Nacht und früh am nächsten Morgen wurde die Stadt Kruševo von 800 Rebellen angegriffen und erobert. Gleichzeitig wurde die Stadt Smilevo nach dreitägigen Kämpfen, gefolgt von einer Belagerung ab dem 5. August, von den Rebellen eingenommen. Der Ort Kleisoura in der Nähe von Kastoria wurde am 5. August von Aufständischen eingenommen. Am 14. August griffen einige Banden in der Nähe von Skopje unter der Führung von Nikola Puschkarow einen Militärzug an und brachten ihn zum Entgleisen. In Raslog schloss sich die Bevölkerung dem Aufstand an, dies war weiter östlich in Pirin-Mazedonien im heutigen Bulgarien.
Am 4. August wurde unter der Führung von Nikola Karev eine lokale Verwaltung namens Republik Kruševo gegründet. Am selben und am nächsten Tag unternahmen türkische Truppen erfolglose Versuche, Kruševo zurückzuerobern. Am 12. August, nach der Schlacht von Sliva, eroberte eine Truppe von 3.500 osmanischen Soldaten Kruševo zurück und brannte die Stadt nieder. Sie war nur zehn Tage lang von den Aufständischen gehalten worden. Kleisoura wurde schließlich am 27. August von den Osmanen zurückerobert.
Weitere betroffene Regionen waren Ohrid, Florina und Kičevo. In der Region Thessaloniki waren die Operationen viel begrenzter und ohne große lokale Beteiligung, was teilweise auf Meinungsverschiedenheiten zwischen den Fraktionen der IMARO zurückzuführen war, aber auch auf Rückschläge, die die Organisation nach den Attentaten von Thessaloniki im Frühjahr durch die osmanische Obrigkeit hinnehmen musste. Es gab auch keinen Aufstand im Prilep-Gebiet, unmittelbar östlich von Bitola.
Der Grund, warum für den Aufstand der Vilâyet Manastır (Region Bitola) und weitere südwestliche Regionen Mazedoniens strategisch gewählt wurde, war die Tatsache, dass er sich am weitesten von Bulgarien entfernt befand, um damit den Großmächten zu zeigen, dass der Aufstand einen rein mazedonischen Charakter habe und ein lokales Phänomen sei. Laut einem der Gründer von IMORO, Petar Poparsow, bestand die Idee, Abstand von Bulgarien zu halten, darin, dass jeder Verdacht auf seine Einmischung beiden Seiten schaden könnte: Bulgarien und der Organisation. Tatsächlich breitete sich der Aufstand bald auf die angrenzenden Dörfer Kosovo, Thessaloniki und Adrianopel (in Thrakien) aus.

### Krastovden-Aufstand
- In der Region Serres tätige Milizen, angeführt von Jane Sandanski und einer aufständischen Abteilung des Obersten Komitees, hielten eine große türkische Truppe nieder. Diese Aktionen begannen am Tag des Kreuzfestes (bulg. Krastowden, 27. September) und betrafen die lokale Bevölkerung nicht so stark wie in anderen Regionen. Sie befanden sich weit östlich von Bitola und westlich von Thrakien.

In Gebieten, die den Aufstand von 1903 umfassten, waren albanische Dorfbewohner entweder von IMORO-Gruppen bedroht worden oder von osmanischen Behörden angeworben, um den Aufstand zu beenden.

### Preobraschenie-Aufstand

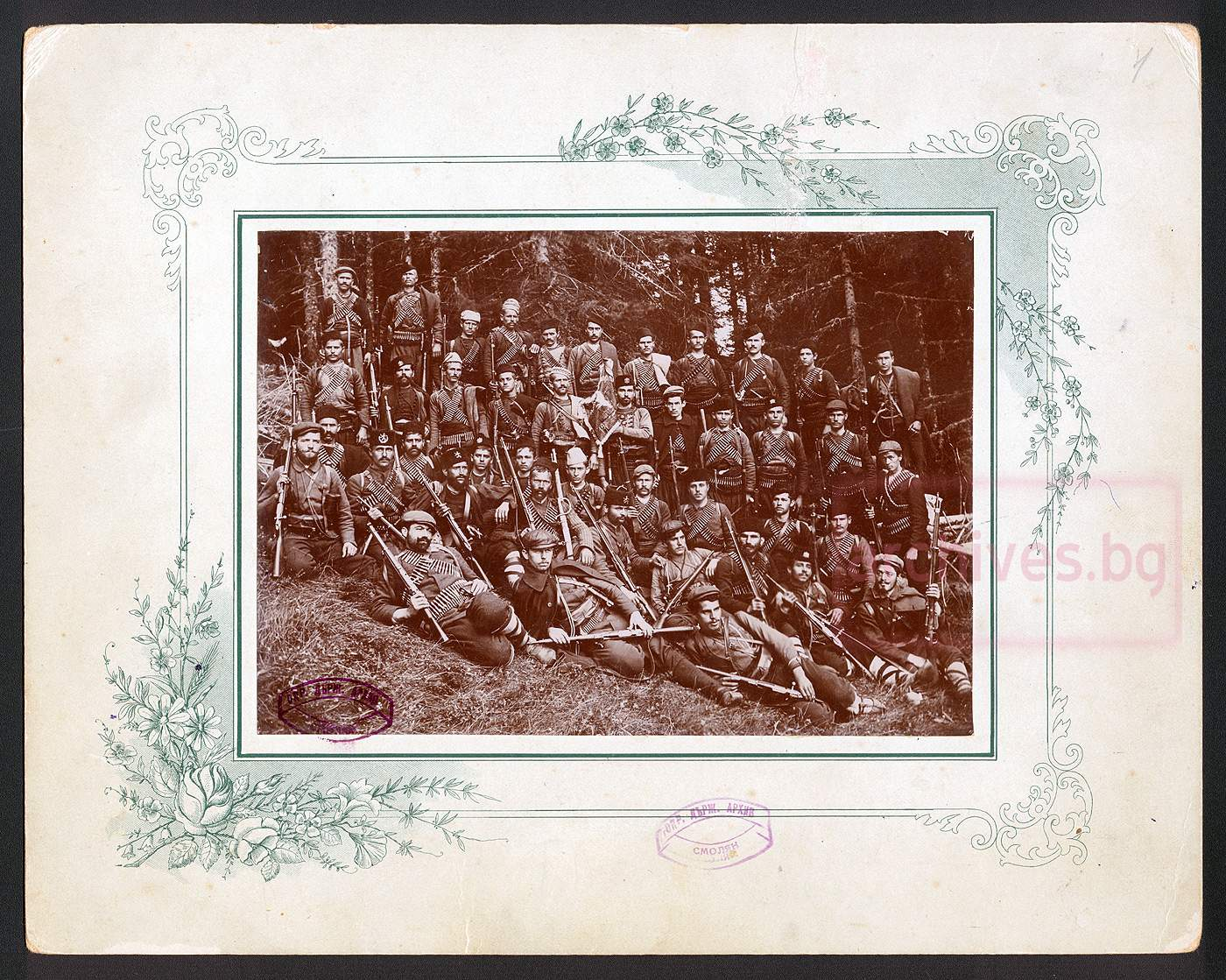
Die Delegierten des Rhodopengebirgskongresses

Laut Khadziev bestand das Hauptziel des Aufstands in Thrakien darin, die Aufstände weiter westlich zu unterstützen, indem türkische Truppen angegriffen und daran gehindert wurden, nach Mazedonien zu ziehen. Viele der Operationen waren ablenkend, obwohl mehrere Dörfer besetzt waren, und das Strandscha-Gebirge wurde etwa zwanzig Tage lang gehalten. Dies wird manchmal als Strandzha-Republik oder Strandzha-Gemeinde bezeichnet, aber laut Khadziev gab es in der Region Thrakien nie eine Frage der Staatsmacht.
- Am Morgen des 19. August wurden Angriffe auf Dörfer in der gesamten Region durchgeführt, darunter Vasiliko (heute Zarewo), Stoilovo (in der Nähe von Malko Tarnowo) und Dörfer in der Nähe von Edirne.
- Am 21. August wurde der Hafenleuchtturm von İğneada gesprengt.
- Um den 3. September begann eine starke osmanische Truppe, ihre Kontrolle wieder zu behaupten.
- Bis zum 8. September hatten die Türken die Kontrolle wiederhergestellt.

### Rhodopen-Aufstand
In den Rhodopen, Westthrakien, drückte sich der Aufstand nur in einigen Cheta-Ablenkungen in den Regionen Smoljan und Dedeagach aus.

## Nachwirkungen

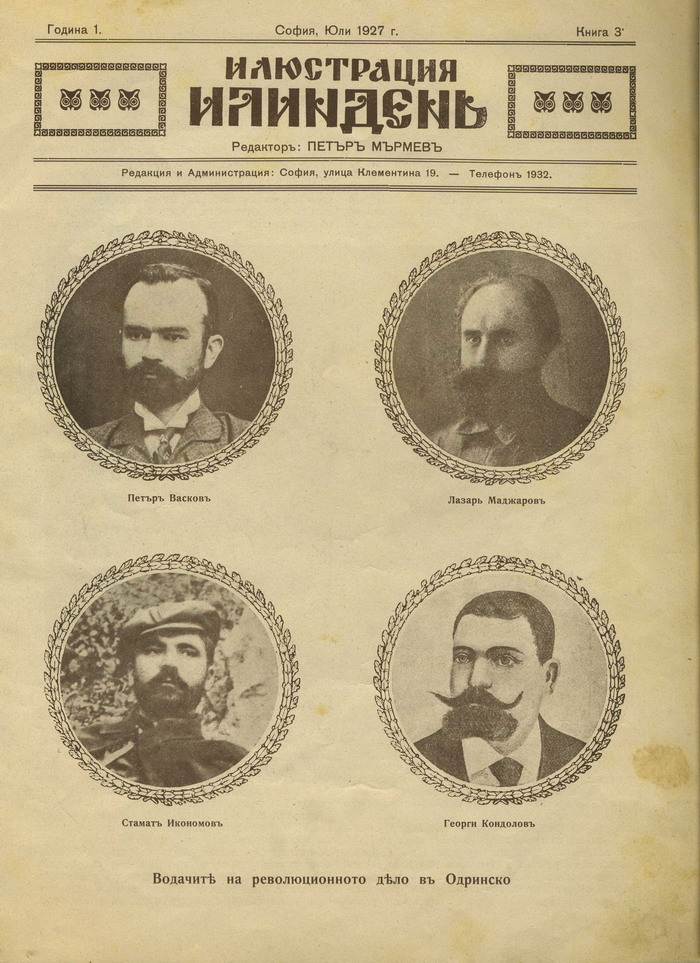
Die Leiter der TMORO in Ostthrakien, abgedruckt in der Iljustracija Ilinden, Zeitschrift der Organisation Ilinden (1927)

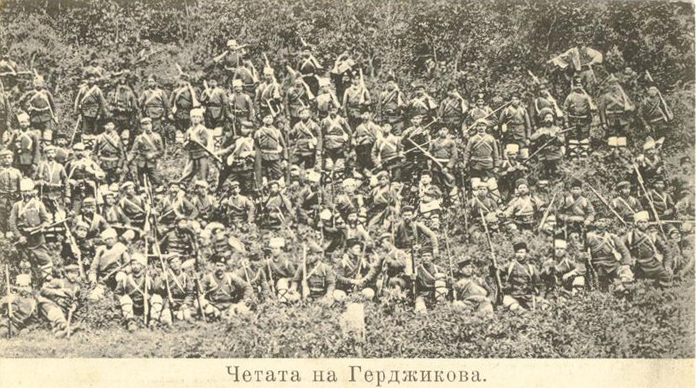
Tscheta von Michail Gerdschikow

Die Aufständischen waren schlecht bewaffnet und in der Unterzahl: Den 26.000 Aufständischen schickte die osmanische Regierung eine Armee von 350.000 Soldaten sowie eine unbestimmte Zahl von Freischärlern entgegen. Das erhoffte Eingreifen Russlands blieb aus, da Österreich-Ungarn nicht an der Stärkung des russischen Einflusses auf dem Balkan interessiert war. Angesichts dieser Umstände waren die Anfangserfolge der TMORO beachtlich: In mehreren Ortschaften erlangte sie die Oberhand, in Kruševo, westlich von Prilep konnte sie sogar die Republik Kruševo unter der Präsidentschaft des Schullehrers Nikola Karew ausrufen. In deren „Konstitutiver Parlamentsversammlung“ waren auch die Aromunen (in der damaligen Diktion „Vlachen“), die christlichen Albaner und die „Gräkomanen“ (griechisch-orthodoxe Slawen, Albaner oder Vlachen, die sich kulturell als Griechen definierten) der Stadt vertreten.
Die Republik Kruševo hatte nur 10 Tage Bestand. Rund 1000 Aufständische fielen im Kampf oder wurden hingerichtet. Andere Personen töteten sich selbst, um nicht in die Hände der Feinde zu geraten.
Das Zentrum der Kampfhandlungen in der Strandscha-Region, das Teil des Thrakien-Kampfgebiets war, war das Gebiet um die Stadt Malko Tarnowo. Unweit von Malko Tarnowo in der Gegend Petrowa Niwa wurde am 19. August am Verklärung-des-Herrn-Tag (bulgarisch: Probraschenie-Tag) die Strandscha-Republik ausgerufen. Die Republik wählte Michail Gerdschikow, Stamat Ikonomow und Lazar Madscharow an ihre Spitze. Ziel des Aufstandes war es, möglichst viele bulgarische Gebiete zu befreien, und sie zu einem späteren Zeitpunkt, mit dem Willen der Großmächte, mit Bulgarien zu vereinen, sowie den Aufständischen in Westthrakien und Makedonien zu helfen. In den ersten Tagen des Aufstandes gelang es den Aufständischen, von der bulgarischen Grenze im Norden bis nach Lozengrad im Süden vorzustoßen. Die erste befreiten Städte waren Ahtopol und Wasiliko. Die Strandscha-Republik organisierte für fast einen Monat das gesamte öffentliche und wirtschaftliche Leben der Region.
Die weiteren revolutionären Regionen in Westthrakien und im Rhodopengebirge waren jedoch schlecht organisiert und wenn, dann nur sporadisch bewaffnet, was den Ausbruch eines Aufstandes erschwerte und mancherorts auch verhinderte. Die Bewaffnung und Verpflegung der Tschetas erschwerte sich in diesen Regionen durch die verstärkte Militärpräsenz nach dem verfrühten Ausbruch in Makedonien zusätzlich. Durch kleinere Aktionen konnten sie jedoch mehrmals die Edirne-Thessaloniki-Bahn beschädigen und den Truppentransport auf dem Schienenweg stören.
Unter den Todesopfern waren auch 5000 bis 15.000 Zivilisten, 200 Dörfer wurden dem Erdboden gleichgemacht, 12.440 Häuser verbrannt, 70.000 Menschen wurden obdachlos, 3122 vergewaltigt. Zehntausende flohen in die benachbarten Länder, u. a. 30.000 nach Bulgarien. Größte Flüchtlingsstadt war Burgas am Schwarzen Meer. Auch die Emigration aus der Region in die USA stieg wegen der osmanischen Repressalien 1903 sprunghaft auf das Dreifache an. Auch in den Folgejahren kam es immer wieder zu Guerilla-Aktionen.
Ein weiteres Attentat, das die Versenkung des ungarischen Schiffs Vaskapu im Hafen von Konstantinopel vorsah, misslang. Die Bombe zündete am 2. September frühzeitig und die Vaskapu brannte beim Einlaufen in der Bucht von Burgas aus. In den letzten Tagen des Aufstandes griff die reguläre türkische Armee in der Gegend Petrowa Niwa mehr als 3000 bulgarische Flüchtlinge an, überwiegend Kinder, Frauen und Ältere. Das Massaker wird noch heute von der Türkei bestritten.

## Kontroverse

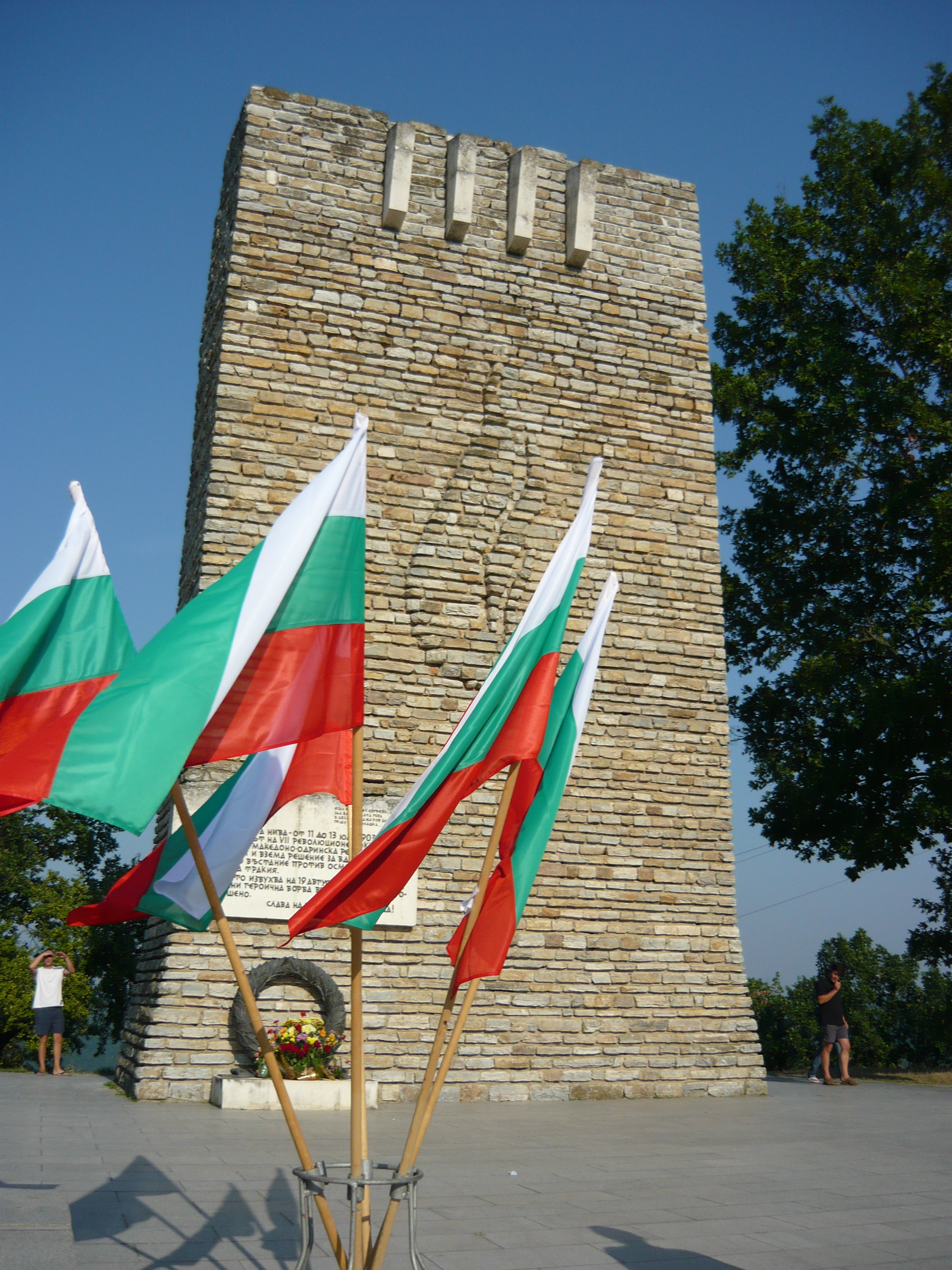
Petrova Niva Denkmal, gewidmet dem Preobraschenie-Aufstand, in der Nähe von Malko Tarnowo, Bulgarien

Zwischen der Historiographie in Bulgarien auf der einen Seite und im ehemaligen Jugoslawien sowie im heutigen Nordmazedonien auf der anderen Seite gibt es seit langem Streitigkeiten über die ethnische Zugehörigkeit der Aufständischen. Die meisten nordmazedonischen Historiker und Politiker vertreten der Meinung, dass der Aufstand am Preobraschenie-Tag ein bulgarischer Aufstand war, der nicht mit dem von Mazedonern organisierten Aufstand in Ilinden zusammenhängt. Trotzdem haben einige der mazedonischen Geschichtswissenschaftler und politischen Eliten den bulgarischen ethnischen Charakter der Aufständischen widerstrebend anerkannt. Krste Misirkov, der heutzutage in Nordmazedonien als einer der bekanntesten Befürworter des mazedonischen Nationalismus des frühen 20. Jahrhunderts angesehen wird, erklärt in seiner Broschüre über die mazedonischen Angelegenheiten (1903), dass der Aufstand hauptsächlich von jenem Teil der slawischen Bevölkerung Makedoniens unterstützt und durchgeführt wurde, der über eine bulgarische nationale Identität verfügte.

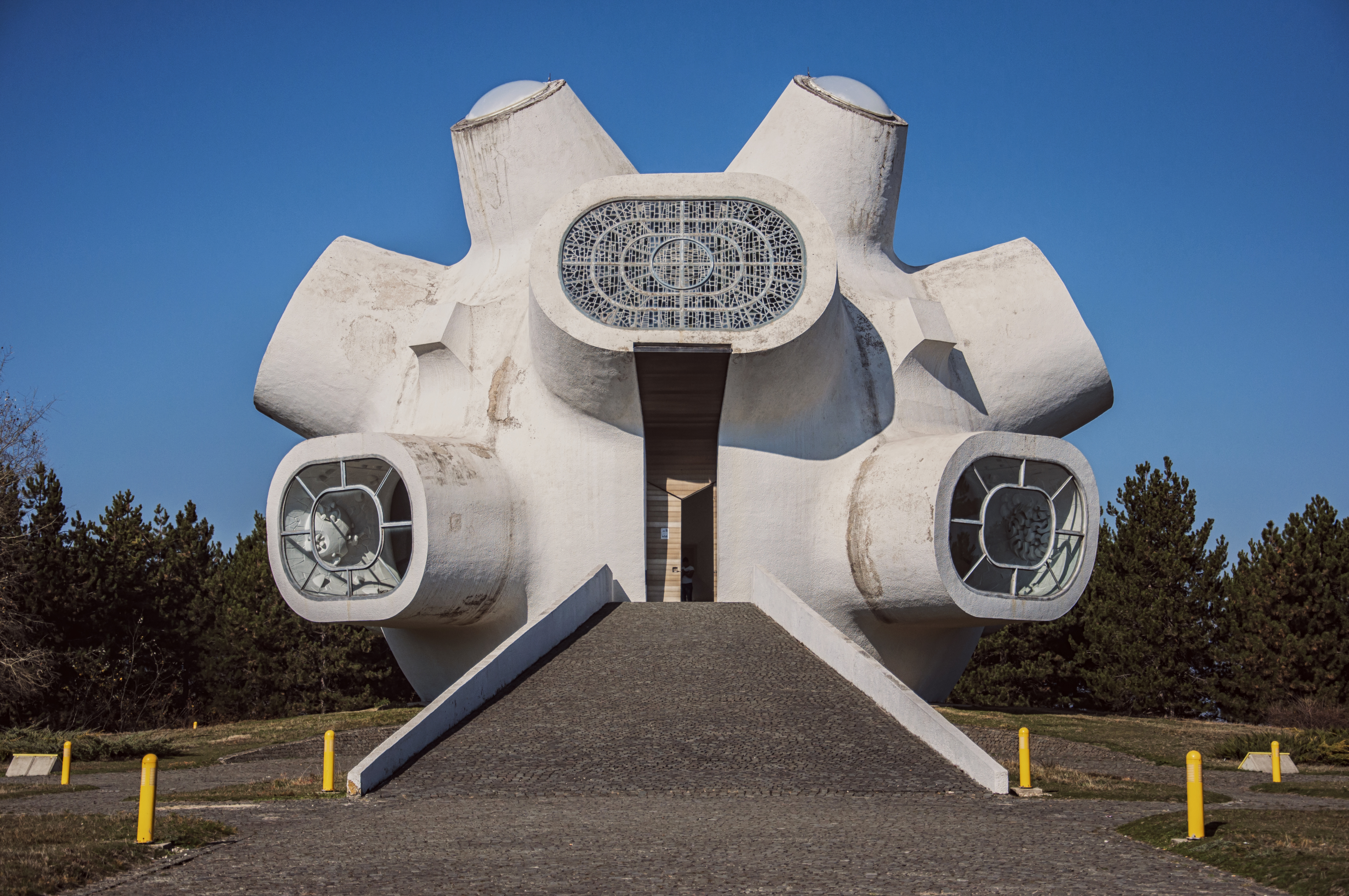
Makedonium-Denkmal in Kruševo, dem Aufstand gewidmet

Die vorherrschende Ansicht in Bulgarien ist, dass zu dieser Zeit die mazedonischen und thrakischen Bulgaren in allen Regionen der Aufstände vorherrschten und dass die mazedonische Ethnizität noch nicht existierte. Darüber hinaus war der Name der IMORO noch vor dem Aufstand „Bulgarische Makedonien-Adrianopeler Revolutionäre Komitees“ (kurz BMARK). Anfangs war seine Mitgliedschaft nur auf Bulgaren beschränkt. Es war nicht nur in Makedonien, sondern auch in Thrakien aktiv. Da sein früher Name den bulgarischen Charakter der Organisation betonte, indem er die Einwohner von Thrakien und Mazedonien mit Bulgarien verband, sind diese Tatsachen aus der mazedonischen Geschichtsschreibung immer noch schwer zu erklären. In Nordmazedonien wird zudem die IMRO (Innere Mazedonische Revolutionäre Organisation) als Organisator des Aufstandes angegeben, eine Organisation, die erst 1919 nach dem Ersten Weltkrieg von Todor Aleksandrow gegründet wurde, um nicht den bulgarischen Charakter der BMARK erklären zu müssen. Weiter legen nordmazedonische Historiker nahe, dass IMRO-Revolutionäre in der osmanischen Zeit nicht zwischen „Mazedoniern“ und „Bulgaren“ unterschieden haben. Darüber hinaus sahen sie sich und ihre Landsleute, wie ihre eigenen Schriften belegen, oft als „Bulgaren“, gehörten der Bulgarische Nationalkirche an und schrieben in bulgarischer Standardsprache. Es ist auch anzumerken, dass einige Versuche bulgarischer Beamter, gemeinsam zu handeln und den Ilinden-Aufstand zu feiern, von mazedonischer Seite als inakzeptabel abgelehnt wurden.
Dennoch haben der bulgarische Ministerpräsident Bojko Borissow und sein nordmazedonischer Kollege Zoran Zaev am 2. August 2017 anlässlich des 114. Jahrestages des Aufstands Ilinden-Preobrazhenie nach dem Vortrag Kränze am Grab von Gozee Deltschew hinterlegt und einen von bulgarischer Seite lang ersehnten Freundschaftsvertrag unterschieben. Der bulgarisch-nordmazedonischen Diskurs über den Aufstand soll wie „die gemeinsame Geschichte Bulgariens und Nodmazedoniens“ durch eine gemeinsamen Geschichts- und Schulbuchkommission objektiv überprüft und beigelegt werden und fordert, dass beide Länder gemeinsam Ereignisse aus ihrer gemeinsamen Geschichte feiern.